# Камилла (святая)
Камилла (умерла в 437 году) — затворница из Равенны. День памяти — 3 марта.
Святая Камилла (Camilla), из Равенны, Италия, была ученицей святого Германа, епископа Осерского. Она родилась в городе Чивитавеккья и, став ученицей святого, отправилась с ним в Осер, Франция, где и стала затворницей.